# San Juan Llano Grande
San Juan Llano Grande es una localidad del municipio de San Pedro Yeloixtlahuaca, Puebla, México. La unión de cuatro palabras atendiendo a su etimología es: San Juan por el Nombre del Santo Patrón “San Juan Bautista” y Llano Grande por estar situado en una “Llanura Grande” su Nombre Oficial es “San Juan Llano Grande. 

## Ubicación
El Pueblo de San Juan Llano Grande, pertenece al Municipio de San Pedro Yeloixtlahuaca y se localiza en la parte sur del Municipio y del Estado de Puebla. Para llegar a la cabecera municipal se tiene una distancia aproximada de 7.5 kilómetros.
Límites Geográficos: al Norte limita con la población de San José Agua Zarca. Al Sur: con San Lorenzo Vista Hermosa, al oeste con el Estado de Oaxaca y al Poniente: con el Rancho de Rincón Chiquito, Santa Cruz Mirador y Municipio de Guadalupe Santa Ana.

### Coordenadas
Longitud:	0980516
Latitud: 	180402
Altitud: 	1160 (sobre el nivel del mar)
Nota: Datos topográficos tomados del XII Censo General de Población y Vivienda 2000, del Instituto Nacional de Estadística, Geográfica e Informática (INEGI).

## Historia
Hechos sobresalientes en la Historia de San Juan Llano Grande, Aproximadamente en los años 1926; los habitantes de origen Mixteco, se encontraban divididos en dos grupos, por tanto existían dos capillas, una de la Virgen de Guadalupe y otra de San Juan Bautista. 
La capilla de la Virgen de Guadalupe se encontraba del otro lado de la barranca el carrizal, aproximadamente 80 metros antes de llegar al panteón y la capilla de San Juan Bautista se ubicaba al norte de la barranca los tepetates, a cargo de los hermanos Marín Caloca.
Habitantes de aquella época, comentaron que el Sacerdote de la parroquia de San Pedro Yeloixtlahuaca, en una ceremonia propuso a los habitantes, concentrar las dos imágenes en una sola capilla para la celebración de las Ceremonias Religiosas, toda vez que eran unas cuantas familias. Por lo que les pidió acordaran en cual de las dos capillas se concentrarían las dos imágenes, pero como los encargados de los grupos no llegaban a ningún acuerdo, les propuso que fijaran la hora y fecha en son de procesión y en donde se encontraran las imágenes construyeran la nueva capilla y así se hizo. Posteriormente surgió el desacuerdo, porque los representantes de ambos grupos querían que el pueblo tuviera el nombre del Santo Patrón, pero poco antes de terminar la construcción de la capilla, se dio el cambio de sacerdote en la parroquia del municipio, y en su primera ceremonia y bendición de la capilla, preguntó, ¿cual de las dos imágenes será el santo patrón? En esos momentos surgió nuevamente la discusión, por lo que el sacerdote se vio obligado a solicitar la comparecencia de las autoridades junto con los sellos utilizados para conocer el nombre oficial del lugar, y el único sello que compareció fue el del Juez Paz que utilizaba en los documentos oficiales con el Nombre de San Juan Llano Grande Municipio de San Pedro Yeloixtlahuaca, Pue., por tal razón no se realizó ningún cambio y el Santo Patrón, es San Juan Bautista, sin embargo se siguen realizando las dos fiestas patronales al año. (24 de junio “San Bautista” y 12 de noviembre “Virgen de Guadalupe”)
Se argumenta que la Imagen de “San Juan Bautista” apareció a fines de mayo de 1925, no se sabe con precisión quienes la llevaron, pero que el 24 de junio de 1927, los pobladores, celebraron por primera vez la fiesta organizada por los Señores Mayordomos CC. José Cortés Rosas, Manuel Marín, Felipe Marín Caloca, Pedro Marín Caloca, Guadalupe Marín y Graciano Rendón.

## Datos estadísticos
- Comunicaciones: De la cabecera del pueblo parten 3 carreteras: una de ellas a Santa Cruz Mirador, Rancho Rincón Chiquito y Municipio de Guadalupe Santa Ana, otra de San José vista Hermosa, perteneciente al Estado de Oaxaca y la principal a San José Agua Zarca, San Isidro la Cuarta y Municipio de San Pedro Yeloixtlahuaca, San Pablo Anicano, Misquitlixco Amatitlán de Azueta, Puebla o Acatlán de Osorio. Cuenta con servicio de Correo, dos casetas Telefónicas de tres líneas cada una, se reciben señales de teléfonos celulares, cadenas de T.V., estaciones radiodifusoras estatales y nacionales, Servicio de Taxis, microbuses que tienen como ruta de San Juan Llano Grande-Acatlán pasando por San José Agua Zarca, San Isidro la Cuarta, San Pedro, San Pablo, Misquitlixco, Amatitlán de Azueta y Acatlán de Osorio, siguiendo la misma ruta de la línea de microbuses de Acatlán, misma que proporciona servicio cada 20 minutos. Además, se cuenta con más de 56 vehículos particulares propiedad de los habitantes del pueblo.

De acuerdo con XII Censo General de Población y Vivienda 2000, fuente del Instituto Nacional de Estadística, Geográfica e Informática (INEGI) viven en San Juan Llano Grande 805 Habitantes, de los que 390 son hombres y el 415 mujeres. 
- Educativos: Fuente de INEGI, 254 son analfabetas, 112 con primaria incompleta, 109 primaria completa, 105 secundaria incompleta, 65 secundaria completa, 79 estudios técnicos o comerciales, 65 sin instrucción media superior, 15 con instrucción media superior y 1 con instrucción superior.

San Juan Llano Grande, cuenta con Kínder, Primaria Completa y Tele secundaria. Trabajan en sus aulas más de 32 Maestros. 
- Actividad Económica: Los habitantes de dedican a la Agricultura, principalmente maíz, fríjol, cacahuate, etc. De igual forma a la Ganadería tales como: ganado vacuno, caprino, ovino, asno, entre otros, y criadero de animales de traspatio.

Otra fuente de ingreso: la recepción de dinero que envían los emigrantes ubicados en los diferentes estados de la República Mexicana, principalmente en el Distrito Federal y los Estados Unidos que oscila entre un 50% de los habitantes, gracias a esa gente, el pueblo se ha superado y avanzado en todos los aspectos, principalmente en la construcción de sus viviendas.
- Nivel de vida: del 100% de los habitantes, las personas mayores de un año de edad, el 70% usa zapatos, el 29% huaraches o sandalias y el 1% anda descalzo. Los habitantes del pueblo se alojan en 172 viviendas, 162 particulares habitadas, 765 ocupantes en viviendas particulares. 131 viviendas con material de ladrillo y techo de concreto, 9 con material de desecho y lámina de cartón, el 20% de las casas, el piso es tierra; 47 utilizan gas para cocinar, 113 usan leña para cocinar. 122 viviendas disponen de servicio sanitario exclusivo, 68 con agua entubada, 54 disponen de drenaje, 168 viviendas cuentan con energía eléctrica, 53 disponen de drenaje y agua entubada, 4 viviendas no disponen de agua entubada, drenaje ni energía eléctrica

## Religión
A la fecha se tiene conocimiento que el 85% de los habitantes son de religión católica, y las ceremonias religiosas se realizan por parte del Párroco del Municipio de San Pedro Yeloixtlahuaca, en la iglesia de San Juan Llano Grande, todos los fines de semana sábados, domingos, días festivos y fiestas especiales.

## Costumbres
Se acostumbra la celebración de dos Fiestas importantes como son: el 24 de junio y el 12 de noviembre de cada año, la primera al Santo Patrón “san Juan Bautista” y la segunda a la “Virgen de Guadalupe” 

### Tradiciones
El 24 de junio, se celebra la Fiesta del Santo Patrón del Pueblo “San Juan Bautista” con rezos, procesiones y se establece una gran variedad juegos mecánicos, fuegos artificiales, charrarías, jaripeos, partidos de básquetbol, béisbol, torneos de bicicletas, baile popular y encontramos varios antojitos mexicanos. 
El 12 de noviembre, los nativos y residentes en Puebla y Estado de México, año con año, en son de peregrinos se transportan en Autobuses de Turismo, cantando las tradicionales mañanitas a la Virgen de Guadalupe, en la madrugada del día 12 de noviembre, en ese día los habitantes no solo ayudan con mano de obra a los Mayordomos para preparar el desayuno y comida de los peregrinos y gente del pueblo, sino que también aportan recursos económicos para la Fiesta.
En ambas fiestas aún se ven danzar los tecuanes con vestimenta de un amplio pantalón y chaqueta adornados con figuras caprichosas formados con listones de diversos colores, sombreros de grandes alas y máscaras. Bailan saltando desaforadamente y lanzando gritos al son de una flauta de carrizo y de un tamborcito. El personaje principal es “el Tigre” que es personalizado por un individuo vestido con un traje especial pintado de color del animal (amarillo y negro) portando una gran máscara de madera que simula la cabeza del animal. También intervienen otros animales como: el Perro, el toro, el burro y otros personajes: el diablo, la bruja, y la muerte. También hay jaripeos, charrarías, Básquetbol, Béisbol, caminatas, juegos mecánicos, etc. 
Desgraciadamente las costumbres poco a poco están desapareciendo.

### Festividades (Fiestas Populares)
Independientemente de las fiestas del 24 de junio a San Juan bautista , 12 de noviembre a la virgen de Guadalupe Y se celebra el 8 de diciembre, a la virgen de "Juquila". El 31 de octubre al 2 de noviembre de cada año, se celebra el día de muertos. Los habitantes del pueblo colocan ofrendas en sus casas, ofreciendo a sus familiares difuntos lo que en vida les gustó por ejemplo el pan de muerto que tiene la figura de un muerto y es de color rojo, atole de arroz, aguardiente, vinos, tequilas, cigarros, etc). Al panteón se lleva lo tradicional, tales como: flor de Xempazuchitl, veladoras y el ambiente se perfuma con aromas de incienso que también queman ante las tumbas, algunos llevan hasta mariachi.

## Inspectoría de SAN Juan Llano Grande (1927)
La gente mayor de edad manifiesta que no sabe con precisión en que año y quien fue el primer Inspector de la Población de San Juan Llano Grande, pero aseguran que en el año de 1927, cuando unieron las dos imágenes en una sola capilla, ya contaban con un Inspector y un juez de Paz que hacía uso de un sello con el nombre de San Juan Llano Grande, Municipio de San Pedro Yeloixtlahuaca, Pue.
INSPECTORÍA (Periodo)
C. Silviano Cortés Velasco				1969-1972
C. Antonio Ríos						1972-1975
C. Gonzalo Cortes Ramírez				1975-1978
C. José Vázquez 						1978-1981
C. Sóstenes Martínez					1971-1984
C. Sergio Martínez						1984-1987
C. Pedro Cortés						1987-1990
C. Bonifacio Marín p.					1990-1993
C. Mauro Cortés Velasco					1993-1996
C. Dionisio Rendón.					1996-1999		
C. Donaciano Ambrosio					1999- 2002
C. Fermín Ramírez						2002-2005

## Infraestructura
- Iglesia (1966). En el año de 1966, se construyó la iglesia del Pueblo de San Juan Llano Grande, con la cooperación de todos los habitantes de pueblo, utilizaron piedra de color rojo, misma que fue transportada en camilla con yunta de bueyes desde la montaña ubicada entre el Rancho el Mirador y el Municipio de Guadalupe Santa Ana, por todos los habitantes.

- Panteón (1967). El Panteón de San Juan Llano Grande, después de una inmensa lucha de los habitantes del pueblo, en el año de 1967, lograron la Autorización del Comisariado ejidal del Municipio de San Pedro Yeloixtlahuaca, hacer uso de una superficie de aproximadamente una hectárea de Ejido para uso exclusivo de Panteón a fin de tener un lugar exclusivo para el entierro de los difuntos.

- Calles de San Juan Llano Grande (1969). De acuerdo a los antecedentes, el 5 de abril del año de 1969, en una Cesión de Cabildos fue nombrado Inspector Municipal Suplente del Municipio de San Pedro Yeloxtlahuaca el C. Silviano Cortés Velasco, Originario de la Población de San Juan Llano Grande, por el presidente municipal constitucional, Luciano Lucero Reyes, por lo que el día 29 de noviembre del mismo año, una vez efectuado el cambio de presidentes, el C. Luciano Lucero Reyes, nuevo presidente municipal de San Pedro Yeloixtlahuaca, encomienda al C. Silviano Cortés Velasco, la elaboración del Croquis de la Sección 8.ª. de San Juan Llano Grande, con sus respectivas calles, nombres y número de las casas, pero únicamente existían caminos o veredas transitadas por todos los lugareños. Por tal razón el Señor Silviano Cortés Velasco, pensando en el Futuro y progreso del Pueblo, no descanso haciendo labores de convencimiento con todos los ciudadanos del lugar, hasta que logró que aceptaran trazar y abrir calles. Posteriormente solicitó tiempo al C. presidente municipal para la elaboración del plano, trazo y apertura de las calles con el apoyo del C. Ing. Raúl Herrera Martínez, Originario y vecino del Pueblo, mismo que estaba por concluir sus estudios de Ingeniero en el Estado de Puebla. Una vez autorizado e informado en la asamblea General de fecha 25 de diciembre del año de 1969, en la que asistieron el 75% de los habitantes, con el permiso y apoyo del C. Musio Ambrosio, Presidente del Comisariado Ejidal de San Pedro Yeloixtlahuaca, ese día comenzaron a trazar y abrir calles, hasta el día 15 de febrero del año de 1970.

- Parque y Mercado (1969). En el Año de 1969, cuando se trazaron las calles de San Juan Llano Grande, el Sr. Silviano Cortes Velasco, también logró convencer a los habitantes del Pueblo, que el terreno de aproximadamente una hectárea, ubicado frente a la Oficina del Comisariado Ejidal, ubicada sobre la calle de la avenida Independencia, Esquina con la 3 norte frente al atrio de la iglesia, colindando con la Privada que divide la casa habitación propiedad del Sr. Francisco Herrera Vivar y Demetrio Herrera Vivar, se destinaba exclusivamente para parque y mercado del pueblo, pero desafortunadamente la falta de importancia y el desinterés futuro de algunos inspectores, han permitido la construcción de algunas casas habitación, al centro de ese terreno que fue destinado para el parque y mercado de la ciudad.

Ojalá que con el tiempo las Autoridades logren recuperar las facciones de terreno en donde fueron construidas casas habitación y, ya no permitan la construcción de más casas en los terrenos destinados para uso público. 
- Servicios de agua potable (1972 a 1973). Lucha por la obtención de los Servicios de Agua Potable, el presidente del C.S.S.S.V. de la Dirección de Agua Potable Rural de la Zona Puebla en San Juan Llano Grande, Iniciaron en 1972 y concluyeron en el año de 1973, beneficiando a 51 familias en casas particulares, con 25 llaves de servicio al público. Siendo responsable el C. Silviano Cortes Velasco.

- Carretera San Pedro Yeloixtlahua – San Juan Llano Grande (1973). El día 10 de mayo del año de 1973, se comienza abrir la carretera de San Pedro Yeloixtlahuaca a San Juan Llano Grande, pasando por San Isidro la Cuarta y San José Agua Zarca, en la que aparece como responsable el Agente del Ministerio Público de San Juan Llano Grande, C. Silviano Cortes Velasco, trabajaron más de 100 personas de los diferentes pueblos, la carretera, fue autorizada por la Secretaría de Comunicaciones y Transportes al mando del C. Ingeniero Ricardo de la Parra, Residente de Construcción de Caminos de Azúcar de Matamoros, Pue. Así como también autorización del C. Presidente de la República, Lic. Luis Echeverría Álvarez y apoyo de los C.C. Elías Fuentes Pérez y Melitón Martínez, Presidente municipal y Presidente del Comisariado Ejidal, del Municipio de San Pedro Yeloixtlahua, Puebla.

- Campo de Béisbol de San Juan Llano Grande (1973). Los Beisbolistas ”Cometas del Sur” originarios de la Comunidad de San Juan Llano Grande, solicitaron a las Autoridades del Pueblo, la donación del terreno los “ciruelos” parcela propiedad del C. Pedro Marín, para el campo de béisbol, después de la negociación de las Autoridades con el propietario, fue declarado campo público, en funciones el C. Pedro Cortés Rendón, Inspector Municipal de San Juan Llano Grande, C. Elías Fuentes Pérez, Presidente Constitucional del Municipio de San Pedro Yeloixtlahuaca

- Servicio de energía eléctrica (1974). El servicio de Energía Eléctrica de la Población de San Juan Llano Grande, después de varias gestiones se logró obtener en el año de 1974, beneficiando a la mayoría de los habitantes, a la fecha, se vienen efectuando ampliaciones de los servicios.

Se cuenta con alumbrado público en varias calles de la población
- Servicios comunitarios:

- Oficinas de Inspectoria Municipal
- Parque (Pendiente Reforestar)
- Centro de Salubridad y Consultorios Médicos
- Servicios de Agua Potable, servicio de Energía Eléctrica y servicio telefónico (dos Casetas c/3 Líneas)
- Calles (plano con 27 Calles trazadas desde el 25 de diciembre de 1969)
- Panteón
- Servicio de taxis y servicios de microbuses cada 20 minutos (Acatlán)
- 6 microbuses de la población con permiso oficial
- Canchas de básquetbol, campo de fútbol, campo de béisbol
- Carretera rural a San Lorenzo Vista Hermosa, Oaxaca, Oax
- 3 molinos de Nixtamal con servicio a la población
- Más de 20 changarros y 14 tiendas, Tienda Conasupo, 5 Panaderías, 2 Pastelerías y 2 Tortillerías
- Varios expendios
- 2 Mariachis y 1 Grupo Musical
- 56 vehículos Particulares.
- Centros recreativos: Cerro el Calvario, Presa “El Calvario” y Presa “Los Tepetates”

## Orografía
La topografía del Pueblo de San Juan Llano Grande, es irregular con un declive al sur-norte y está rodeado de cerros como: el Calvario, La Maguellera, escalerilla, montuoso, matlatepeque, cerro blanco y Tinaja.
La altura de la población oscila entre 1160 metros sobre el nivel del mar.

## Hidrografía
El pueblo se localiza a un costado de la Barranca el Carrizal que proviene de las áreas montañosas del cerro La Magué llera, cerro de en medio, Escalerilla Montuoso, zaca toso, mataltepeque cerro blanco y el Tinaja que avanza hacia el municipio de Guadalupe Santa Ana. Casi al centro de la población se localiza otra barranca conocida como los tepetates formada por la corriente del cerro el calvario y los tepetates que también desemboca a la barranca el Carrizal, aproximadamente dos Kilómetros al sur de la población. 

## Clima
El clima de la Región es completamente cálido y seco, intensificándose el calor en los meses de abril y mayo, la época de lluvias es en verano. Su temperatura media anual es de 22 grados centígrados. 

## Ecosistemas
La zona se caracteriza por arbustos, matorrales, pastizales, roedores, aves de rapiña, palomas y algunas especies de reptiles. 

### Flora
Las plantas que predominan en la región son: pitallos, biznagas, lechuguilla, magueyes, tepe guaje, pochote, copal, brasil, cuajilote, rabo de iguana, etc.
La zona montañosa poco a poco ha sido desmontada para ser incorporada a la actividad agropecuaria y a la agricultura temporal.

### Fauna
Los animales de mayor abundancia en la región son: alacranes, víboras de cascabel, la maza coata, coralillo, camaleón, coyote, zorro, zorrillo, mapache, gato montes, tlacuache, conejo, liebre, iguana, águilas, gavilanes, palomas, entre otros.

## Recursos naturales

### Minería
Lo más sobresaliente son los yacimientos de cuarzo en piedra blanca, barro (que es poco utilizado para la alfarería).